# Campionati europei femminili di sollevamento pesi 1990
I Campionati europei femminili di sollevamento pesi 1990, 3ª edizione della manifestazione, si svolsero a Santa Cruz de Tenerife dal 27 al 30 luglio. In precedenza, si tenne anche la 71ª edizione maschile dei campionati, che si svolsero in una sede diversa, ad Ålborg.

## Titoli in palio
| Categoria            | Eventi         | Atlete |
| -------------------- | -------------- | ------ |
| Pesi mosca           | Fino a 44 kg   | 8      |
| Pesi gallo           | Fino a 48 kg   | 10     |
| Pesi piuma           | Fino a 52 kg   | 12     |
| Pesi leggeri         | Fino a 56 kg   | 10     |
| Pesi medi            | Fino a 60 kg   | 11     |
| Pesi massimi leggeri | Fino a 67.5 kg | 9      |
| Pesi mediomassimi    | Fino a 75 kg   | 4      |
| Pesi massimi         | Fino a 82.5 kg | 9      |
| Pesi supermassimi    | Oltre 82.5 kg  | 7      |

## Nazioni partecipanti
Le nazioni che hanno partecipato ai campionati furono 14 per un totale di 80 atlete partecipanti. Tra parentesi i partecipanti per nazione.
- Austria (3)
- Belgio (1)
- Bulgaria (9)
- Finlandia (4)
- Francia (9)
- Germania Ovest (9)
- Grecia (9)
- Italia (8)
- Norvegia (1)
- Portogallo (2)
- Regno Unito (9)
- Spagna (9)
- Svezia (1)
- Ungheria (6)

## Risultati
| Evento              | Oro                  | Oro              | Argento                | Argento          | Bronzo                 | Bronzo           |
| 44 kg (Dettagli)    | 44 kg (Dettagli)     | 44 kg (Dettagli) | 44 kg (Dettagli)       | 44 kg (Dettagli) | 44 kg (Dettagli)       | 44 kg (Dettagli) |
| ------------------- | -------------------- | ---------------- | ---------------------- | ---------------- | ---------------------- | ---------------- |
| Strappo             | Csilla Földi         | 57,5 kg          | Eulália Romão          | 52,5 kg          | Petra Steinböck        | 52,5 kg          |
| Slancio             | Csilla Földi         | 75,0 kg          | Ángeles Suárez         | 67,5 kg          | Danila Manca           | 65,0 kg          |
| Totale              | Csilla Földi         | 132,5 kg         | Eulália Romão          | 115,0 kg         | Ángeles Suárez         | 115,0 kg         |
| 48 kg (Dettagli)    |                      |                  |                        |                  |                        |                  |
| Strappo             | María Dolores Sotoca | 62,5 kg          | Sara Duarte            | 62,5 kg          | Pepa Demireva          | 60,0 kg          |
| Slancio             | Veronika Koós        | 72,5 kg          | María Dolores Sotoca   | 72,5 kg          | Annegret Klein         | 70,0 kg          |
| Totale              | María Dolores Sotoca | 135,0 kg         | Sara Duarte            | 132,5 kg         | Pepa Demireva          | 130,0 kg         |
| 52 kg (Dettagli)    |                      |                  |                        |                  |                        |                  |
| Strappo             | Sijka Stoeva         | 67,5 kg          | Žaneta Georgieva       | 67,5 kg          | Korinna Heinrich       | 65,0 kg          |
| Slancio             | Sijka Stoeva         | 85,0 kg          | Pauline Haughton       | 82,5 kg          | Žaneta Georgieva       | 80,0 kg          |
| Totale              | Sijka Stoeva         | 152,5 kg         | Pauline Haughton       | 147,5 kg         | Žaneta Georgieva       | 147,5 kg         |
| 56 kg (Dettagli)    |                      |                  |                        |                  |                        |                  |
| Strappo             | Neli Jankova         | 75,0 kg          | Gergana Kirilova       | 72,5 kg          | Sandra Gómez           | 67,5 kg          |
| Slancio             | Neli Jankova         | 100,0 kg         | Sandra Gómez           | 90,0 kg          | Gergana Kirilova       | 90,0 kg          |
| Totale              | Neli Jankova         | 175,0 kg         | Gergana Kirilova       | 162,5 kg         | Sandra Gómez           | 157,5 kg         |
| 60 kg (Dettagli)    |                      |                  |                        |                  |                        |                  |
| Strappo             | Maria Christoforidou | 82,5 kg          | Daniela Kerkelova      | 75,0 kg          | Heather Allison        | 70,0 kg          |
| Slancio             | Maria Christoforidou | 102,5 kg         | Daniela Kerkelova      | 100,0 kg         | Erzsébet Márkus        | 90,0 kg          |
| Totale              | Maria Christoforidou | 185,0 kg         | Daniela Kerkelova      | 175,0 kg         | Annette Campbell       | 155,0 kg         |
| 67,5 kg (Dettagli)  |                      |                  |                        |                  |                        |                  |
| Strappo             | Milena Trendafilova  | 95,0 kg          | María Dolores Martínez | 82,5 kg          | Jeanette Rose          | 77,5 kg          |
| Slancio             | Milena Trendafilova  | 120,0 kg         | Jeanette Rose          | 100,0 kg         | María Dolores Martínez | 95,0 kg          |
| Totale              | Milena Trendafilova  | 215,0 kg         | Jeanette Rose          | 177,5 kg         | María Dolores Martínez | 177,5 kg         |
| 75 kg (Dettagli)    |                      |                  |                        |                  |                        |                  |
| Strappo             | Mária Takács         | 90,0 kg          | Theodula Spanou        | 85,0 kg          | Susanna Samuelsson     | 82,5 kg          |
| Slancio             | Mária Takács         | 112,5 kg         | Susanna Samuelsson     | 107,5 kg         | Theodula Spanou        | 102,5 kg         |
| Totale              | Mária Takács         | 202,5 kg         | Susanna Samuelsson     | 190,0 kg         | Theodula Spanou        | 187,5 kg         |
| 82,5 kg (Dettagli)  |                      |                  |                        |                  |                        |                  |
| Strappo             | Vălkana Toševa       | 87,5 kg          | Judith Oakes           | 82,5 kg          | Karoliina Leppäluoto   | 80,0 kg          |
| Slancio             | Judith Oakes         | 117,5 kg         | Vălkana Toševa         | 110,0 kg         | Line Mary              | 95,0 kg          |
| Totale              | Judith Oakes         | 200,0 kg         | Vălkana Toševa         | 197,5 kg         | Karoliina Leppäluoto   | 175,0 kg         |
| +82,5 kg (Dettagli) |                      |                  |                        |                  |                        |                  |
| Strappo             | Hristina Ilieva      | 85,0 kg          | Veronika Tóbiás        | 77,5 kg          | Maggie Lynes           | 75,0 kg          |
| Slancio             | Maggie Lynes         | 100,0 kg         | Hristina Ilieva        | 100,0 kg         | Veronika Tóbiás        | 92,5 kg          |
| Totale              | Hristina Ilieva      | 185,0 kg         | Maggie Lynes           | 175,0 kg         | Veronika Tóbiás        | 170,0 kg         |

## Medagliere

### Grandi (totale)
Riferito al totale dell'esercizio: 7 nazioni sono entrate nel medagliere. 
| Posiz. | Nazione     | Oro | Argento | Bronzo | Totale |
| ------ | ----------- | --- | ------- | ------ | ------ |
| 1      | Bulgaria    | 4   | 3       | 2      | 9      |
| 2      | Ungheria    | 2   | 0       | 1      | 3      |
| 3      | Regno Unito | 1   | 3       | 1      | 5      |
| 4      | Spagna      | 1   | 0       | 3      | 4      |
| 5      | Grecia      | 1   | 0       | 1      | 2      |
| 6      | Portogallo  | 0   | 2       | 0      | 2      |
| 7      | Finlandia   | 0   | 1       | 1      | 2      |
| Totale | Totale      | 9   | 9       | 9      | 27     |

### Grandi (totale) e Piccole (strappo e slancio)
Riferito al totale dell'esercizio e delle due specialità: 11 nazioni sono entrate nel medagliere. 
| Posiz. | Nazione        | Oro | Argento | Bronzo | Totale |
| ------ | -------------- | --- | ------- | ------ | ------ |
| 1      | Bulgaria       | 12  | 9       | 5      | 26     |
| 2      | Ungheria       | 7   | 1       | 3      | 11     |
| 3      | Regno Unito    | 3   | 6       | 4      | 13     |
| 4      | Grecia         | 3   | 1       | 2      | 6      |
| 5      | Spagna         | 2   | 4       | 5      | 11     |
| 6      | Portogallo     | 0   | 4       | 0      | 4      |
| 7      | Finlandia      | 0   | 2       | 3      | 5      |
| 8      | Germania Ovest | 0   | 0       | 2      | 2      |
| 9      | Austria        | 0   | 0       | 1      | 1      |
| 9      | Francia        | 0   | 0       | 1      | 1      |
| 9      | Italia         | 0   | 0       | 1      | 1      |
| Totale | Totale         | 27  | 27      | 27     | 81     |

## Classifica a squadre
Il sistema di punteggio è basato sui punti distribuiti per l'esercizio totale e le due specialità in base allo schema adottato nel 1985:
| Pos. | Squadra        | Punti |
| ---- | -------------- | ----- |
| 1    | Bulgaria       | 394   |
| 2    | Regno Unito    | 306   |
| 3    | Spagna         | 301   |
| 4    | Grecia         | 290   |
| 5    | Francia        | 255   |
| 6    | Ungheria       | 216   |
| 7    | Germania Ovest | 210   |
| 8    | Italia         | 178   |
| 9    | Finlandia      | 146   |
| 10   | Austria        | 93    |
| 11   | Portogallo     | 80    |
| 12   | Norvegia       | 31    |
| 13   | Belgio         | 25    |
| 14   | Svezia         | 22    |

## Gare

### Fino a 44 kg.
| Pos. | Atleta                | Peso atleta | Strappo (kg) | Strappo (kg) | Strappo (kg) | Strappo (kg) | Slancio (kg) | Slancio (kg) | Slancio (kg) | Slancio (kg) | Totale |
| Pos. | Atleta                | Peso atleta | 1            | 2            | 3            | Pos.         | 1            | 2            | 3            | Pos.         | Totale |
| ---- | --------------------- | ----------- | ------------ | ------------ | ------------ | ------------ | ------------ | ------------ | ------------ | ------------ | ------ |
|      | Csilla Földi (HUN)    | 44.00       | 52.5         | 55.0         | 57.5         |              | 67.5         | 72.5         | 75.0         |              | 132.5  |
|      | Eulália Romão (PRT)   | 42.00       | 52.5         | 52.5         | 52.5         |              | 62.5         | 65.0         | 65.0         | 4            | 115.0  |
|      | Ángeles Suárez (ESP)  | 43.65       | 47.5         | 50.0         | 50.0         | 5            | 65.0         | 67.5         | 70.0         |              | 115.0  |
| 4    | Petra Steinböck (AUT) | 43.35       | 50.0         | 52.5         | 52.5         |              | 60.0         | 65.0         | 65.0         | 6            | 112.5  |
| 5    | Agnes Bouko (FRA)     | 43.25       | 45.0         | 50.0         | 52.5         | 4            | 60.0         | 65.0         | 65.0         | 5            | 110.0  |
| 6    | Steffi Stühler (FRG)  | 42.65       | 40.0         | 42.5         | 45.0         | 6            | 50.0         | 52.5         | 55.0         | 8            | 97.5   |
| 7    | Teresa Trillo (ESP)   | 43.65       | 37.5         | 40.0         | 42.5         | 7            | 50.0         | 55.0         | 57.5         | 7            | 97.5   |
| 8    | Danila Manca (ITA)    | 43.50       | 50.0         | 50.0         | 50.0         | —            | 65.0         | 70.0         | 70.0         |              | —      |

### Fino a 48 kg.
| Pos. | Atleta                     | Peso atleta | Strappo (kg) | Strappo (kg) | Strappo (kg) | Strappo (kg) | Slancio (kg) | Slancio (kg) | Slancio (kg) | Slancio (kg) | Totale |
| Pos. | Atleta                     | Peso atleta | 1            | 2            | 3            | Pos.         | 1            | 2            | 3            | Pos.         | Totale |
| ---- | -------------------------- | ----------- | ------------ | ------------ | ------------ | ------------ | ------------ | ------------ | ------------ | ------------ | ------ |
|      | María Dolores Sotoca (ESP) | 48.00       | 55.0         | 60.0         | 62.5         |              | 70.0         | 72.5         | 72.5         |              | 135.0  |
|      | Sara Duarte (PRT)          | 48.00       | 60.0         | 60.0         | 62.5         |              | 70.0         | 72.5         | 72.5         | 4            | 132.5  |
|      | Pepa Demireva (BUL)        | 48.00       | 57.5         | 60.0         | 62.5         |              | 65.0         | 70.0         | 72.5         | 5            | 130.0  |
| 4    | Veronika Koós (HUN)        | 47.80       | 52.5         | 52.5         | 52.5         | 5            | 67.5         | 72.5         | 75.0         |              | 125.0  |
| 5    | Heta Haukinen (FIN)        | 47.00       | 50.0         | 55.0         | 57.5         | 4            | 62.5         | 67.5         | 70.0         | 6            | 122.5  |
| 6    | Katerine Lerouni (GRE)     | 47.55       | 50.0         | 55.0         | 55.0         | 6            | 62.5         | 67.5         | 67.5         | 7            | 117.5  |
| 7    | Annegret Klein (FRG)       | 46.95       | 45.0         | 45.0         | 50.0         | 9            | 65.0         | 67.5         | 70.0         |              | 115.0  |
| 8    | Yolande Yu-Hing (FRA)      | 47.80       | 50.0         | 55.0         | 55.0         | 7            | 65.0         | 65.0         | 70.0         | 8            | 115.0  |
| 9    | Carole Begot (FRA)         | 47.50       | 47.5         | 52.5         | 52.5         | 8            | 62.5         | 65.0         | 65.0         | 9            | 110.0  |
| —    | Susanne Gall (FRG)         | 47.35       | 40.0         | 40.0         | 42.5         | 10           | —            | —            | —            | —            | —      |

### Fino a 52 kg.
| Pos. | Atleta                 | Peso atleta | Strappo (kg) | Strappo (kg) | Strappo (kg) | Strappo (kg) | Slancio (kg) | Slancio (kg) | Slancio (kg) | Slancio (kg) | Totale |
| Pos. | Atleta                 | Peso atleta | 1            | 2            | 3            | Pos.         | 1            | 2            | 3            | Pos.         | Totale |
| ---- | ---------------------- | ----------- | ------------ | ------------ | ------------ | ------------ | ------------ | ------------ | ------------ | ------------ | ------ |
|      | Sijka Stoeva (BUL)     | 51.20       | 62.5         | 65.0         | 67.5         |              | 80.0         | 82.5         | 85.0         |              | 152.5  |
|      | Pauline Houghton (GBR) | 51.25       | 62.5         | 65.0         | 67.5         | 4            | 80.0         | 82.5         | 82.5         |              | 147.5  |
|      | Žaneta Georgieva (BUL) | 51.55       | 65.0         | 67.5         | 67.5         |              | 80.0         | 85.0         | 87.5         |              | 147.5  |
| 4    | Eva Tatarkioti (GRE)   | 51.60       | 55.0         | 57.5         | 57.5         | 7            | 75.0         | 75.0         | 80.0         | 5            | 130.0  |
| 5    | Antonia Rios (ESP)     | 51.50       | 55.0         | 60.0         | 60.0         | 5            | 67.5         | 72.5         | 72.5         | 8            | 127.5  |
| 6    | Emese Fodor (HUN)      | 51.60       | 52.5         | 57.5         | 60.0         | 10           | 75.0         | 77.5         | 77.5         | 4            | 127.5  |
| 7    | Melania Locci (ITA)    | 51.85       | 50.0         | 55.0         | 60.0         | 8            | 70.0         | 75.0         | 75.0         | 7            | 125.0  |
| 8    | Silvia Weyland (FRG)   | 50.20       | 55.0         | 60.0         | 60.0         | 6            | 65.0         | 70.0         | 70.0         | 9            | 120.0  |
| 9    | Maria Barandela (ESP)  | 51.35       | 45.0         | 47.5         | 50.0         | 11           | 60.0         | 62.5         | 65.0         | 10           | 110.0  |
| —    | Patricia Corbett (GBR) | 50.55       | 50.0         | 52.5         | 55.0         | 9            | 70.0         | 70.0         | 70.0         | —            | —      |
| —    | Myriam Dussuyer (FRA)  | 51.00       | 55.0         | 55.0         | 55.0         | —            | 70.0         | 75.0         | 75.0         | 6            | —      |
| —    | Korinna Heinrich (FRG) | 51.00       | 60.0         | 65.0         | 67.5         |              | 77.5         | 77.5         | 77.5         | —            | —      |

### Fino a 56 kg.
| Pos. | Atleta                     | Peso atleta | Strappo (kg) | Strappo (kg) | Strappo (kg) | Strappo (kg) | Slancio (kg) | Slancio (kg) | Slancio (kg) | Slancio (kg) | Totale |
| Pos. | Atleta                     | Peso atleta | 1            | 2            | 3            | Pos.         | 1            | 2            | 3            | Pos.         | Totale |
| ---- | -------------------------- | ----------- | ------------ | ------------ | ------------ | ------------ | ------------ | ------------ | ------------ | ------------ | ------ |
|      | Neli Jankova (BUL)         | 55.10       | 72.5         | 75.0         | 75.0         |              | 87.5         | 92.5         | 100.0        |              | 175.0  |
|      | Gergana Kirilova (BUL)     | 55.75       | 70.0         | 72.5         | 75.0         |              | 85.0         | 90.0         | 90.0         |              | 162.5  |
|      | Sandra Gómez (ESP)         | 54.45       | 62.5         | 65.0         | 67.5         |              | 85.0         | 90.0         | 92.5         |              | 157.5  |
| 4    | Benedicte Gomblez (FRA)    | 54.75       | 65.0         | 67.5         | 70.0         | 4            | 80.0         | 87.5         | 87.5         | 5            | 147.5  |
| 5    | Montserrat Rodriguez (ESP) | 55.65       | 60.0         | 62.5         | 62.5         | 7            | 80.0         | 85.0         | 90.0         | 4            | 147.5  |
| 6    | Stéphanie Genna (FRA)      | 55.20       | 62.5         | 65.0         | 70.0         | 5            | 77.5         | 82.5         | 82.5         | 7            | 142.5  |
| 7    | Claudia Dola (ITA)         | 55.80       | 60.0         | 60.0         | 65.0         | 6            | 75.0         | 80.0         | 80.0         | 8            | 140.0  |
| 8    | Caroline Arno (GBR)        | 55.20       | 57.5         | 62.5         | 62.5         | 9            | 77.5         | 80.0         | 80.0         | 6            | 137.5  |
| 9    | Christina Mard (SWE)       | 54.10       | 57.5         | 60.0         | 60.0         | 8            | 70.0         | 72.5         | 72.5         | 9            | 130.0  |
| 10   | Clementina Veneziano (ITA) | 54.80       | 45.0         | 50.0         | 50.0         | 10           | 65.0         | 70.0         | 70.0         | 10           | 115.0  |

### Fino a 60 kg.
| Pos. | Atleta                     | Peso atleta | Strappo (kg) | Strappo (kg) | Strappo (kg) | Strappo (kg) | Slancio (kg) | Slancio (kg) | Slancio (kg) | Slancio (kg) | Totale |
| Pos. | Atleta                     | Peso atleta | 1            | 2            | 3            | Pos.         | 1            | 2            | 3            | Pos.         | Totale |
| ---- | -------------------------- | ----------- | ------------ | ------------ | ------------ | ------------ | ------------ | ------------ | ------------ | ------------ | ------ |
|      | Maria Christoforidou (GRE) | 59.00       | 82.5         | 90.0         | 90.0         |              | 102.5        | 110.0        | 112.5        |              | 185.0  |
|      | Daniela Kerkelova (BUL)    | 60.00       | 72.5         | 75.0         | 77.5         |              | 90.0         | 95.0         | 100.0        |              | 175.0  |
|      | Annette Campbell (GBR)     | 59.05       | 65.0         | 70.0         | 72.5         | 4            | 85.0         | 90.0         | 90.0         | 4            | 155.0  |
| 4    | Heather Allison (GBR)      | 58.80       | 65.0         | 70.0         | 70.0         |              | 80.0         | 85.0         | 85.0         | 6            | 150.0  |
| 5    | Fabienne Cuenne (FRA)      | 57.50       | 60.0         | 62.5         | 62.5         | 5            | 80.0         | 82.5         | 85.0         | 5            | 145.0  |
| 6    | Isabelle Mary (FRA)        | 59.20       | 60.0         | 62.5         | 62.5         | 6            | 75.0         | 80.0         | 82.5         | 7            | 140.0  |
| 7    | Petra Kappenstein (FRG)    | 58.50       | 57.5         | 62.5         | 62.5         | 7            | 72.5         | 77.5         | 80.0         | 8            | 135.0  |
| 8    | Michaela Zenndorfer (AUT)  | 56.25       | 55.0         | 60.0         | 60.0         | 8            | 65.0         | 70.0         | 72.5         | 9            | 125.0  |
| 9    | Maria Farella (ITA)        | 58.20       | 50.0         | 55.0         | 57.5         | 9            | 65.0         | 70.0         | 70.0         | 10           | 120.0  |
| 10   | Katia Tavani (ITA)         | 59.15       | 50.0         | 55.0         | 60.0         | 10           | 65.0         | 70.0         | 70.0         | 11           | 120.0  |
| —    | Erzsébet Márkus (HUN)      | 59.00       | 72.5         | 72.5         | 72.5         | —            | 82.5         | 87.5         | 90.0         |              | —      |

### Fino a 67,5 kg.
| Pos. | Atleta                       | Peso atleta | Strappo (kg) | Strappo (kg) | Strappo (kg) | Strappo (kg) | Slancio (kg) | Slancio (kg) | Slancio (kg) | Slancio (kg) | Totale |
| Pos. | Atleta                       | Peso atleta | 1            | 2            | 3            | Pos.         | 1            | 2            | 3            | Pos.         | Totale |
| ---- | ---------------------------- | ----------- | ------------ | ------------ | ------------ | ------------ | ------------ | ------------ | ------------ | ------------ | ------ |
|      | Milena Trendafilova (BUL)    | 67.35       | 90.0         | 95.0         | —            |              | 110.0        | 120.0        | 120.0        |              | 215.0  |
|      | Jeanette Rose (GBR)          | 66.75       | 77.5         | 80.0         | 80.0         |              | 97.5         | 97.5         | 100.0        |              | 177.5  |
|      | María Dolores Martínez (ESP) | 66.95       | 75.0         | 80.0         | 82.5         |              | 95.0         | 95.0         | 100.0        |              | 177.5  |
| 4    | Beate Drabing (AUT)          | 64.45       | 65.0         | 65.0         | 67.5         | 5            | 85.0         | 92.5         | 92.5         | 4            | 160.0  |
| 5    | Riita Mantila (FIN)          | 67.30       | 62.5         | 67.5         | 70.0         | 4            | 80.0         | 85.0         | 90.0         | 5            | 155.0  |
| 6    | Rosario Muñoz (ESP)          | 60.35       | 55.0         | 57.5         | 60.0         | 6            | 72.5         | 75.0         | 77.5         | 6            | 135.0  |
| 7    | Marleen Nelis (BEL)          | 67.40       | 60.0         | 60.0         | 60.0         | 8            | 72.5         | 75.0         | 77.5         | 8            | 132.5  |
| 8    | Gabriele Fuchs (FRG)         | 65.70       | 55.0         | 60.0         | 60.0         | 7            | 70.0         | 75.0         | 75.0         | 9            | 130.0  |
| 9    | Maria Preschl (FRG)          | 60.80       | 55.0         | 60.0         | 60.0         | 9            | 72.5         | 77.5         | 77.5         | 7            | 127.5  |

### Fino a 75 kg.
| Pos. | Atleta                   | Peso atleta | Strappo (kg) | Strappo (kg) | Strappo (kg) | Strappo (kg) | Slancio (kg) | Slancio (kg) | Slancio (kg) | Slancio (kg) | Totale |
| Pos. | Atleta                   | Peso atleta | 1            | 2            | 3            | Pos.         | 1            | 2            | 3            | Pos.         | Totale |
| ---- | ------------------------ | ----------- | ------------ | ------------ | ------------ | ------------ | ------------ | ------------ | ------------ | ------------ | ------ |
|      | Mária Takács (HUN)       | 72.60       | 85.0         | 90.0         | —            |              | 107.5        | 112.5        | —            |              | 202.5  |
|      | Susanna Samuelsson (FIN) | 70.35       | 75.0         | 82.5         | 85.0         |              | 102.5        | 107.5        | 110.0        |              | 190.0  |
|      | Theodula Spanou (GRE)    | 73.70       | 75.0         | 82.5         | 85.0         |              | 95.0         | 102.5        | 107.5        |              | 187.5  |
| 4    | Stamatoula Bontozi (GRE) | 74.55       | 67.5         | —            | —            | 4            | 90.0         | —            | —            | 4            | 157.5  |

### Fino a 82,5 kg.
| Pos. | Atleta                     | Peso atleta | Strappo (kg) | Strappo (kg) | Strappo (kg) | Strappo (kg) | Slancio (kg) | Slancio (kg) | Slancio (kg) | Slancio (kg) | Totale |
| Pos. | Atleta                     | Peso atleta | 1            | 2            | 3            | Pos.         | 1            | 2            | 3            | Pos.         | Totale |
| ---- | -------------------------- | ----------- | ------------ | ------------ | ------------ | ------------ | ------------ | ------------ | ------------ | ------------ | ------ |
|      | Judith Oakes (GBR)         | 80.10       | 82.5         | 82.5         | 87.5         |              | 110.0        | 115.0        | 117.5        |              | 200.0  |
|      | Vălkana Toševa (BUL)       | 76.00       | 82.5         | 85.0         | 87.5         |              | 110.0        | 115.0        | 115.0        |              | 197.5  |
|      | Karoliina Leppäluoto (FIN) | 76.50       | 75.0         | 80.0         | 82.5         |              | 95.0         | 100.0        | 100.0        | 4            | 175.0  |
| 4    | Line Mary (FRA)            | 75.15       | 70.0         | 75.0         | 75.0         | 4            | 95.0         | 100.0        | 100.0        |              | 170.0  |
| 5    | Sandra Vokroy (GBR)        | 79.05       | 75.0         | 80.0         | 80.0         | 6            | 85.0         | 92.5         | 95.0         | 5            | 167.5  |
| 6    | Ann Beatrice Hoien (NOR)   | 75.80       | 75.0         | 80.0         | 80.0         | 5            | 85.0         | 85.0         | 90.0         | 6            | 165.0  |
| 7    | Alda Dal Santo (ITA)       | 76.15       | 65.0         | 70.0         | 72.5         | 7            | 85.0         | 90.0         | 97.5         | 7            | 160.0  |
| 8    | Konstantina Kokkinou (GRE) | 79.30       | 62.5         | 67.5         | 67.5         | 8            | 72.5         | 72.5         | 77.5         | 8            | 145.0  |
| 9    | Olina Protopsaltou (GRE)   | 80.75       | 60.0         | 60.0         | 65.0         | 9            | 77.5         | 82.5         | 82.5         | 9            | 142.5  |

### Oltre 82,5 kg.
| Pos. | Atleta                   | Peso atleta | Strappo (kg) | Strappo (kg) | Strappo (kg) | Strappo (kg) | Slancio (kg) | Slancio (kg) | Slancio (kg) | Slancio (kg) | Totale |
| Pos. | Atleta                   | Peso atleta | 1            | 2            | 3            | Pos.         | 1            | 2            | 3            | Pos.         | Totale |
| ---- | ------------------------ | ----------- | ------------ | ------------ | ------------ | ------------ | ------------ | ------------ | ------------ | ------------ | ------ |
|      | Hristina Ilieva (BUL)    | 85.00       | 85.0         |              |              |              | 95.0         | 100.0        | 100.0        |              | 185.0  |
|      | Maggie Lynes (GBR)       | 82.55       | 75.0         |              |              |              | 97.5         | 97.5         | 100.0        |              | 175.0  |
|      | Veronika Tóbiás (HUN)    | 82.55       | 77.5         |              |              |              | 87.5         | 92.5         | 92.5         |              | 170.0  |
| 4    | Ulrike Herchenhein (FRG) | 90.50       | 70.0         |              |              | 4            | 90.0         | 95.0         | 95.0         | 4            | 160.0  |
| 5    | Anastasia Aktipi (GRE)   | 93.55       | 70.0         |              |              | 5            | 85.0         | 85.0         | 90.0         | 6            | 155.0  |
| 6    | Mara Rosolen (ITA)       | 84.00       | 60.0         |              |              | 7            | 75.0         | 82.5         | 85.0         | 5            | 145.0  |
| 7    | Despina Pegnoglou (GRE)  | 101.00      | 67.5         |              |              | 6            | 77.5         | 85.0         | 85.0         | 7            | 145.0  |